# Bataille de Kansala
La Bataille de Kansala ou Bataille Finale (Mandinka : Tourban Kello ) ou Siège de Kansala était un engagement militaire entre les forces de l'Empire Gabou et l'Imamat du Fouta-Djalon. La bataille a mis fin à l'hégémonie mandingue sur la côte atlantique de l'Afrique commencée par l'empire du Mali.

## Contexte
Dans la seconde moitié du XIIIe siècle, la Sénégambie voit l'invasion des territoires Bainouk et Diola par les conquérants Mandingue en vue de l'expansion de l'empire mandingue. A la fin du XVe siècle entre 1470 et 1790, l'empire du Mali est gravement menacé par des vagues peuls très guerrières qui conduiront au démantèlement de l'empire Mandingue en Sénégambie. Un territoire a réussi à pérenniser l'hégémonie Mandingue, c'est le Gabou une de ces tribus peuls a néanmoins réussi à s'implanter au sud du Gabou, c'est le Fouta djalon. Après la révolution islamique menée au Fouta djalon par les Peuls en 1725, le nouvel État théocratique entouré de peuples animistes parvient à s'imposer définitivement dans la région en 1774.

### Forces du Kaabu
Selon l'historien Djibril tamsir niane, Gabou comptait 25 000 soldats dont la moitié étaient présents directement dans la capitale de Gabou où s'est déroulée la bataille de kansala. À la suite de l'appel du mansaba dianke wali pour accueillir l'invasion peul.

### Les forces du Futa Djallon
Le Fouta djalon aurait mobilisé 12 000 cavaliers selon le même auteur, repartis dans tout le Gabou dont le jackpot était fixé à kansala la capitale du Gabou.

## Le siège
Les forces d'Alpha Molo ont encerclé la forteresse de Kansala pendant un mois ou trois mois, selon la source. Aucun des deux camps ne tira un coup de feu malgré la possession d'armes à feu par les belligérants. Selon la légende, Abdu Khudus, un éminent marabout de Timbo, a dit à Alfa Yaya que le camp qui tirerait en premier perdrait la bataille. Dans les rangs mandingues, un marabout résident nommé Fodé Barika Dramé a dit la même chose à Mansaba Waali. Les nyanchos étaient exaspérés par la simple présence des Peuls et croyaient que ne pas attaquer était de la lâcheté. Le 13 mai, quelqu'un (apparemment du côté Mandingue) a tiré le coup fatal qui a déclenché la bataille. L'histoire est probablement apocryphe et destinée à mettre en évidence l'orgueil et l'arrogance associés aux aristocrates Nyanchos.

## La bataille
Pendant onze jours , les Peuls, qui ne pouvaient pas amener leur cavalerie contre les murs de la forteresse, furent tenus à distance. En fait, la seule victime de cavalerie de la bataille a peut-être été un Mandinka nommé Faramba (général) Tamba de Kapentou qui a marché hors de Kansala avec seulement sa canne pour chasser le Fula "hautain". Il a été piétiné à mort par un cavalier peul. Les récits mandingues sont d'avis que les Peuls ont fait de nombreuses victimes et que des centaines de leurs fantassins ont été décapités alors qu'ils tentaient d'escalader le mur avec des échelles. Ils n'ont pas réussi à entrer dans la ville jusqu'à ce que Mansaba Waali, convaincu que le nombre d'ennemis était insurmontable, ordonne l'ouverture des portes. À ce stade, les femmes mandingues ont commencé à se suicider en sautant des puits pour éviter l'esclavage. Mansaba Waali a ordonné à ses fils de mettre le feu aux sept magasins de poudre à canon de Kansala une fois que la ville était pleine d'ennemis. Six ont été enflammés avec succès, tuant tous les défenseurs mandingues et environ 8 000 membres de l'armée d'Alfa Yaya.

## Conséquences
La chute de Kansala a marqué la fin de l'Empire Kaabu. L'armée peul avait si bien encerclé le Kansala que les villes voisines ne pouvaient être averties de l'invasion. Ils n'ont été avertis que par le bruit de l'explosion des magasins de poudre à canon de Kansala. Le territoire de Kaabu était divisé en deux affluents devant allégeance au Fouta djalon. La victoire d'Alfa Molo est considérée comme pyrrhique dans la mesure où la majeure partie de son armée est morte sur les murs de Kansala ou dans son explosion. Au total, seuls 4 000 soldats sont revenus du Kaabu. Alfa Molo a continué à gouverner la région qu'il avait conquise et a fait sa capitale à Labé. Il est devenu plus ou moins autonome du Fouta djalon tout en maintenant des liens étroits avec Timbo. Son royaume et un Fouta djalon gravement affaibli tomberont sous la domination française après la bataille de Pore-Daka en 1896.